# 권순훤
권순훤(1980년 12월 7일 ~ )은 대한민국의 대학교수, 피아노연주가, 음악프로듀서로, 보아의 첫째 오빠이며, 권순욱의 형이다.
현직: 서울대 피아노과, 동대학원 음악학과를 졸업하고 2007년 음반프로덕션 네오무지카를 설립, 2022년 12월까지 대표로 재직했으며 계명대학교와 부설 평생교육원(2009~2016)강사, 숭의여대(2012~2015)강사, 서울종합예술실용학교(2012~2018)겸임교수, 신한대학교(2014~2022)겸임교수, 세종대학교(2019~2022)강사, 숭실대학교 글로벌미래교육원(2021)강사, 서울시민대학(2022)에서도 강의를 진행했다.
2022.11 신한대학교 디자인예술대학 부교수로 임용되었으며, 현재 K-Pop학과 학과장을 맡고 있다.
음반프로듀싱 및 연주와 강연활동
1000여곡이 넘는 연주 음원을 제작했다. 체르니, 부르크뮐러, 소나티네, 인벤션 등 피아노학습자들이 필수로 들어야 하는 곡을 음원화했고, K-Pop관련 다양한 가요들을 피아노로 편곡함은 물론 악보영상으로 현재에도 유튜브채널 The Pianimation을 통하여 업로드 되고있다. 2022.11 현재 600여편 가까운 영상이 업로드 되어있다. 최근 발매한 앨범은 2023 발매한 Art of DAW. 
2009년부터 예술의 전당, 세종체임버홀, LG아트센터 등 유수 공연장에서 '이지클래식'공연을 진행하여 호응을 얻었고, 최근에는 코로나로 인하여 비대면 영상공연을 진행했다. 2020년 '가을날의 클래식 토크 콘서트', '2021 편곡의 예술', '2021 우아한 음악살롱'등 온라인 공연의 연주와 프로듀싱을 담당했고, 오프라인으로는 2021.12.30 '코엑스 윈터갤러리 - 오픈리허설'에 참여했다.
피아노연주자와 음악프로듀서 외에 단행본을 출간한 작가로도 활동했는데, 2008년에 피아노 악보집인 '권순훤의 피아노콜렉션', '권순훤의 불후의 명곡'등을 출간했으며, 2014년 '나는 클림트를 보면 베토벤이 들린다'(쌤앤파커스)는 문화예술분야 베스트셀러에 올랐다.
2016년에도 태교음악책인 '아가야 지금 이 음악 듣고있니?'를 출간했다.